# Felix Hafner (Jurist)
Felix Hafner (* 1956 in Basel) ist ein Schweizer Jurist und Hochschullehrer an der Universität Basel.

## Leben
Hafner studierte an den Universitäten Basel und Freiburg im Breisgau klassische Philologie, Theologie und Rechtswissenschaften. 1981 schloss er mit dem Lizenziat in Rechtswissenschaften ab. Anschliessend arbeitete er als wissenschaftlicher Assistent an der juristischen Fakultät der Universität Basel und promovierte 1984 zum Dr. iur.
Von 1986 bis 2005 arbeitete er als Verwaltungsjurist im Justizdepartement des Kantons Basel-Stadt. Berufsbegleitend habilitierte er 1992 an der Universität Basel, wo er anschliessend ab 1997 Titularprofessor und ab 2001 Ordinarius für Öffentliches Recht wurde. Zwischen 2006 und 2019 war er Studiendekan der juristischen Fakultät.
Seine Forschungsgebiete sind Staatsrecht, Verwaltungsrecht (insbesondere öffentliches Personalrecht), Geschichte des öffentlichen Rechts, Kirchenrecht sowie Rechtsphilosophie.

## Publikationen (Auswahl)
- Die Beteiligung der Kirchen an der politischen Gestaltung des pluralistischen Gemeinwesens. Helbing & Lichtenhahn, Basel 1985, ISBN 978-3-7190-0916-8 (Dissertation).
- Kirchen im Kontext der Grund- und Menschenrechte. Universitätsverlag, Freiburg 1992, ISBN 3-7278-0829-2 (Habilitation).